# Gary (Bob l'éponge)
Pour les articles homonymes, voir Gary.
Gary (né sous le nom de Garald Bertram L'Escargot-Star II) est l'escargot de Bob l'éponge. C'est son animal domestique. Il miaule pour exprimer son attachement à Bob l'éponge. Gary émet une large bande de salive après son passage.
Le matin, Gary réveille Bob l'éponge. Gary est un cousin de Patrick, car son père, Sluggo Star est le frère de Herb Star qui est le père de Patrick.